# آزمایش (فیلم ۱۹۴۳)
«آزمایش» (انگلیسی: Experiment) فیلمی در ژانر درام است که در سال ۱۹۴۳ منتشر شد.